# Azaghâl
Azaghâl je izmišljen lik iz Tolkienove mitologije, serije knjig o Srednjem svetu britanskega pisatelja J. R. R. Tolkiena.
Omenjen je kot kralj Belegosta v Sinjem pogorju. Ubil ga je zmaj Glaurung v bitki Nirnaeth Arnoediad.
Nosil je Hadorjev šlem, bolj poznan pod imenom Zmajev šlem iz Dor-lómina, ki mu ga je izdelal kovač Telchar in se je pozneje prenašala skozi več plemenitih družin.